# Titularbistum Caesarea in Numidia
Caesarea in Numidia (ital.: Cesarea di Numidia) ist ein Titularbistum der römisch-katholischen Kirche.
Die in Nordafrika gelegene Stadt war ein alter römischer Bischofssitz, der im 7. Jahrhundert mit der islamischen Expansion unterging. Er lag in der römischen Provinz Numidien.
| Titularbischöfe von Caesarea in Numidia |                                                  |                                          |                   |                  |
| Nr.                                     | Name                                             | Amt                                      | von               | bis              |
| 1                                       | Giuseppe Della Cioppa                            | emeritierter Bischof von Alife (Italien) | 1. April 1953     | 18. Oktober 1958 |
| 2                                       | Wacław Wycisk                                    | Weihbischof in Oppeln (Polen)            | 16. November 1958 | 22. März 1984    |
| 3                                       | Alberto Bovone Titularerzbischof pro hac vice    | Kurienerzbischof                         | 5. April 1984     | 21. Februar 1998 |
| 4                                       | Augustine Kasujja Titularerzbischof pro hac vice | Apostolischer Nuntius                    | 26. Mai 1998      |                  |